# Skórcz (comune rurale)
Skórcz (ted. Skurz, 1939-42 Groß Wollenthal, 1942-45 Großwollental) è un comune rurale polacco del distretto di Starogard, nel voivodato della Pomerania.
Ricopre una superficie di 96,63 km² e nel 2004 contava 4 536 abitanti.
Il capoluogo è Skórcz, che non fa parte del territorio ma costituisce un comune a sé.